# بيتر جونسون (متسلق جبال تزلج)
بيتر جونسون (بالإنجليزية: Peter Johnson)‏ هو متسلق جبال تزلج ‏ أمريكي، ولد في 20 أغسطس 1956.